# Emanuel Fillola
Emanuel Figliola, noto in Italia come Emanuele Figliola (Montevideo, 13 marzo 1914 – ...), è stato un calciatore uruguaiano naturalizzato italiano, di ruolo centrocampista.

## Carriera

### Club
Mediano, Fillola iniziò la carriera agonistica nel 1931 tra le file del Racing Club de Montevideo.
Nel 1935 si trasferisce in Italia, tra le file del Genoa, club con il quale esordisce nella vittoria casalinga per 2 a 1 contro la Roma il 29 settembre del 1935.
Nella stagione seguente, con il club genovese conquista la Coppa Italia 1936-1937, disputando anche la vittoriosa finale del 6 giugno 1937 contro la Roma terminata per 1 a 0 sul campo neutro di Firenze. In questa competizione, il 30 maggio 1937, pareggia al 18º minuto della ripresa il gol di Boffi, nella gara in trasferta a Milano contro il Milan terminata per 1-1, portando così le due squadre allo spareggio.
La stagione seguente ottiene il quarto posto.
L'ultima stagione tra le file dei Grifoni è la 1938-1939, nella quale disputa solo la prima giornata, il 18 settembre 1938, prima di tornare in patria.
In Uruguay torna a giocare con il Racing Club de Montevideo per poi trasferirsi nel 1939 al Vasco da Gama rimanendovi sino al 1944.

### Nazionale
Figliola giocò un incontro nella nazionale A dell'Uruguay ed uno in quella B.
A partire dal 1937 giocò tre partite con la Nazionale italiana B, nel corso delle quali segnò anche una rete.

## Palmarès
- Coppa Italia: 1

Genova 1893: 1936-1937
Seleção Uruguaia
- Copa Héctor Gomes: 1936

Vasco da Gama
- Torneio Início do Rio de Janeiro: 1942 e 1944
- Torneio Internacional Luiz Aranha: 1940
- Torneio Municipal: 1944
- Torneio Relâmpago: 1944
- Troféu da Paz: 1942